# Giro delle Dolomiti 1950
Il Giro delle Dolomiti 1950 fu la terza edizione della corsa. Venne vinta da Bortolo Bof e per la prima volta venne riservata solamente a ciclisti indipendenti.

## Tappe
| Tappa | Data        | Percorso                                      | km | Vincitore di tappa   | Leader cl. generale |
| ----- | ----------- | --------------------------------------------- | -- | -------------------- | ------------------- |
| 1ª    | 30 agosto   | Treviso > Trento                              | ?  | Enzo Nannini         | Enzo Nannini        |
| 2ª    | 31 agosto   | Trento > Alleghe                              | ?  | Leonardo Castellucci | ?                   |
| 3ª    | 1 settembre | Alleghe > Auronzo di Cadore                   | ?  | Giovanni Roma        | ?                   |
| 4ª-1ª | 2 settembre | Auronzo di Cadore > Pieve di Soligo           | ?  | Luciano Cremonese    | ?                   |
| 4ª-2ª | 2 settembre | Pieve di Soligo > Treviso (Cron. individuale) | ?  | Bortolo Bof          | Bortolo Bof         |

### Classifica generale
| Pos. | Corridore            | Squadra          | Tempo |
| ---- | -------------------- | ---------------- | ----- |
| 1    | Bortolo Bof          | Wilier Triestina | ?     |
| 2    | Livio Isotti         | Arbos            | a ?   |
| 3    | Elio Brasola         | Lygie            | a ?   |
| 4    | Leonardo Castellucci | Arbos            | a ?   |
| 5    | Donato Zampini       | Ganna-Ursus      | a ?   |